# Harry Revier
Harry Revier (né le 16 mars 1890 à Philadelphie et mort le 13 août 1957) en Floride est un réalisateur américain. 

## Filmographie partielle
- 1918 : The Grain of Dust
- 1920 : Le Retour de Tarzan (The Revenge of Tarzan)
- 1920 : Le Fils de Tarzan (The Son of Tarzan)
- 1926 : The Silk Bouquet
- 1928 : The Mysterious Airman
- 1934 : When Lightning Strikes
- 1935 : The Lost City
- 1938 : Child Bride (en)